# 里弗本德 (加利福尼亞州)
里弗本德（英語：Riverbend）是位於美國加利福尼亞州弗雷斯諾縣的一個非建制地區。該地的面積和人口皆未知。

## 地理
里弗本德的座標為36°45′25″N 119°30′40″W / 36.75694°N 119.51111°W，而該地的平均海拔高度為125米（即410英尺）。